# Nokia Xseries
Die Nokia Xseries (auch Nokia X-Series) ist eine Reihe von Mobiltelefonen des Herstellers Nokia, die sich an meist jüngere und an Musik und Videos interessierte Anwender richten. Die ersten Modelle, das X3-00 und X6-00, wurden auf der Nokia-World '09 vorgestellt. Die XSeries-Modelle treten die Nachfolge der XpressMusic-Reihe an.

## Nokia X1

### Nokia X1-01
Das Nokia X1 ist ein auf der S30-Oberfläche basierendes Mobiltelefon in klassischer Barrenform mit zwei SIM-Karten-Schächten („Dual-Sim“). Es kam im Mai 2010 auf den Markt und besaß ein Radio, einen MP3-Player sowie einen Akku von relativ großer Kapazität, jedoch keine Kamera.

## Nokia X2

### Nokia X2-00
Das Nokia X2-00 ist ein auf der S40-Bedienoberfläche basierendes Mobiltelefon, das in weiten Teilen dem Nokia X3 ähnelte. Die Hauptunterschiede zum X3 sind die Barrenform und die verbesserte Kamera mit einer Auflösung von 5 Megapixel und integriertem LED-Blitz, der auch als Taschenlampe verwendet werden kann.

### Nokia X2-02
Das Modell Nokia X2-02 kann im Unterschied zum X2-00 und genauso wie das X1-01 eine zweite SIM-Karte aufnehmen. Es wurde ab Ende 2011 vertrieben.

## Nokia X3

### Nokia X3-00
Das Nokia X3 ist ein Mobiltelefon, das auf der S40-Oberfläche in der sechsten Version basiert. Es verfügt über Tasten für die Kamera und einen Musik-Player. Das 2,2 Zoll große Display hat eine Auflösung von 320*240 Pixeln. Der interne Speicher kann mittels microSD-Karte um bis zu 16 GB erweitert werden. Die 3,2-Megapixel-Kamera verfügt über eine rudimentäre Video-Aufnahmefunktion. Weiterhin weist das Gerät eine 3,5-mm-Klinkenbuchse für Stereo-Headsets nach OMTP sowie Bluetooth 2.1 und USB 2.0 auf. An Funknetzen werden die vier GSM-Frequenzbänder, aber kein UMTS unterstützt. Die Stand-by-Zeit des 103 Gramm schweren Handys beträgt bis zu 380 Stunden, die Sprechzeit maximal 7,5 Stunden. Laut Nokia können bis zu 26 Stunden Musik wiedergegeben werden.

### Nokia X3-02 Touch and Type

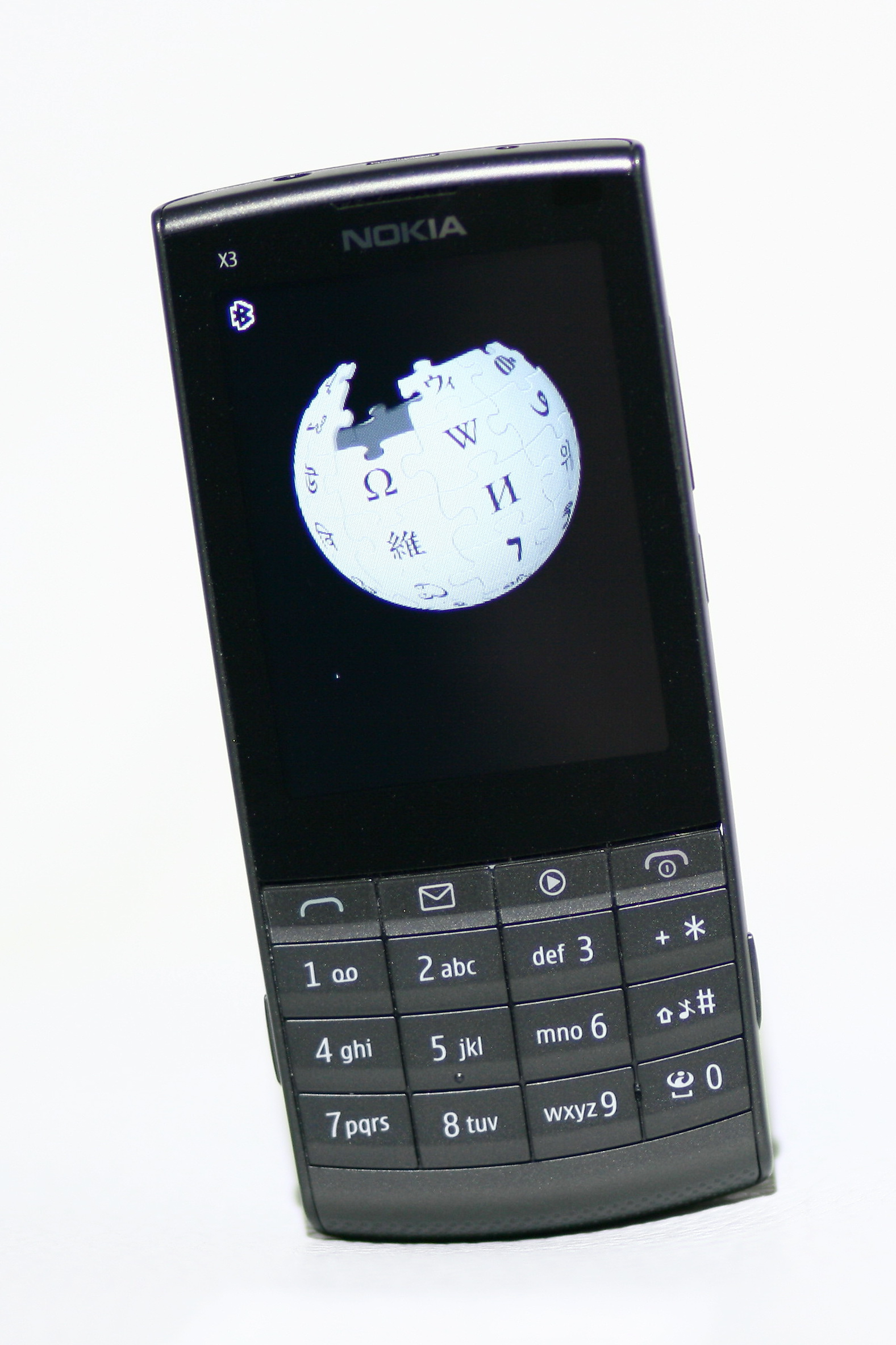
Nokia X3-2

Das Nokia X3 Touch and Type ist ein preiswertes Smartphone in Barrenform mit S40-Betriebssystem. Es zeichnet sich durch parallele Bedienung via separater Ziffertastatur und 6,1-Zentimeter-Touchscreen bei 320*240 Pixel Auflösung mit 262.144 Farben aus. Das Gerät besaß eine 5-Megapixel-Kamera und ein UKW-Radio. Als Schnittstellen und Übertragungsstandards unterstützt das UMTS-Handy HSPA, WLAN und Bluetooth-2.1 und weist einen Micro-USB- sowie einen 3,5-Millimeter-Klinkenanschluss für handelsübliche Kopfhörer auf. Die Markteinführung erfolgte im September 2010.

## Nokia X6

### Nokia X6-00
Das Nokia X6 ist ein Multimedia-Handy mit kapazitivem 3,2 Zoll-Touchscreen und 360 × 640 Pixel Auflösung. Bei der Bedienoberfläche handelte es sich um die S60 5th-Edition von Nokia. Weiterhin verfügt es über eine einblendbare QWERTZ-Tastatur, eine Kamera mit 5 Megapixel, Bluetooth und USB 2.0 sowie einen 8, 16 oder 32 GB großen internen Speicher, der nicht erweitert werden kann.
Die 32-GB-Version wurde mit dem Nokia-Musikservice „Comes with music“ ausgeliefert. Nokia bot mit den X6-Handys eine lebenslange kostenlose Navigation an, die mittels Kartenmaterial von Ovi Maps kostenlos aktualisiert werden konnte. Die Stand-by-Zeiten des 122 Gramm schweren Handys betragen 420 bzw. 450 Stunden (GSM/UMTS), die Sprechzeiten 11,5 bzw. 6 Stunden (GSM/UMTS). Laut Nokia können bis zu 35 Stunden lang Musik und bis zu rund dreieinhalb Stunden Videos wiedergegeben werden.

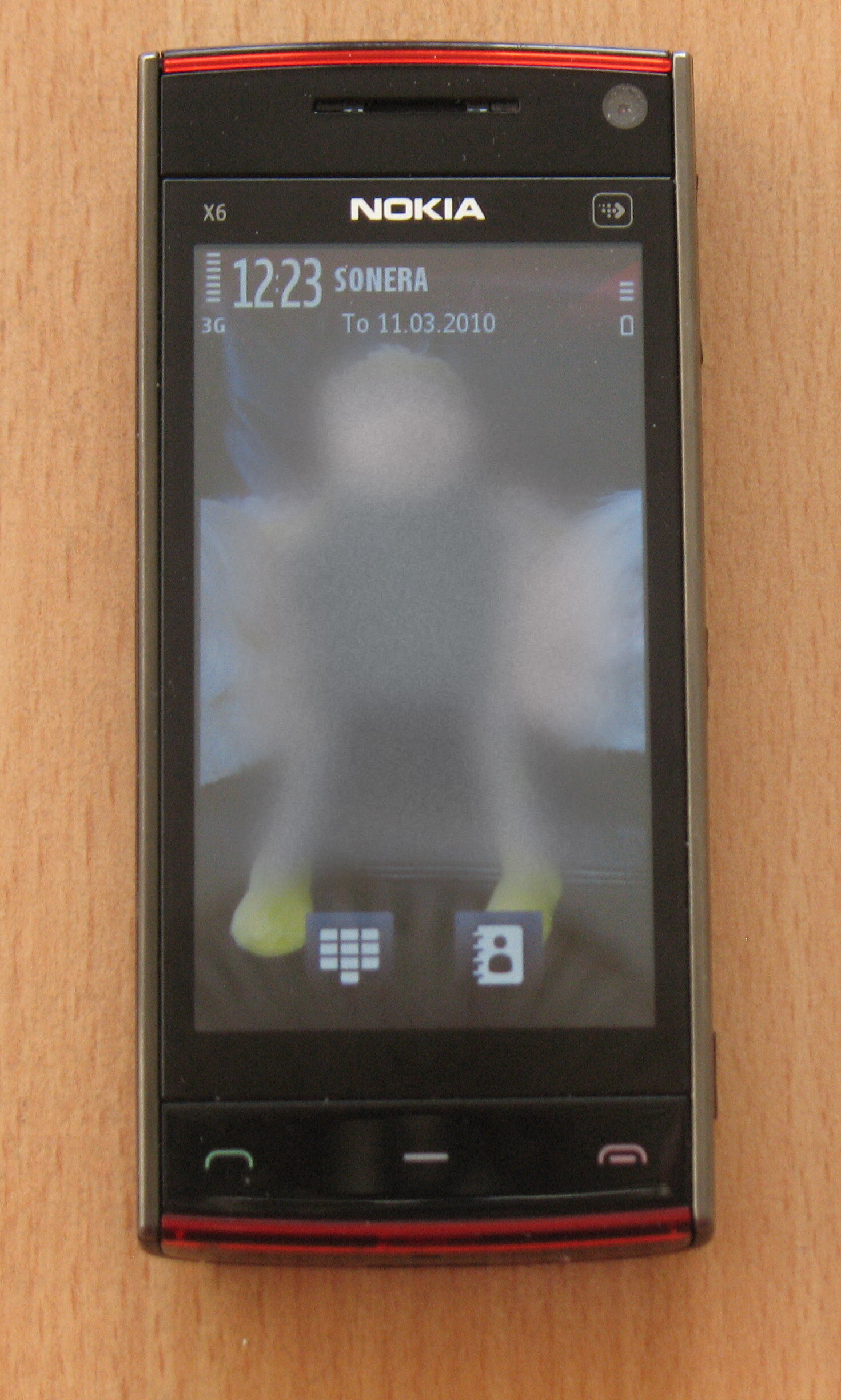
Nokia X6
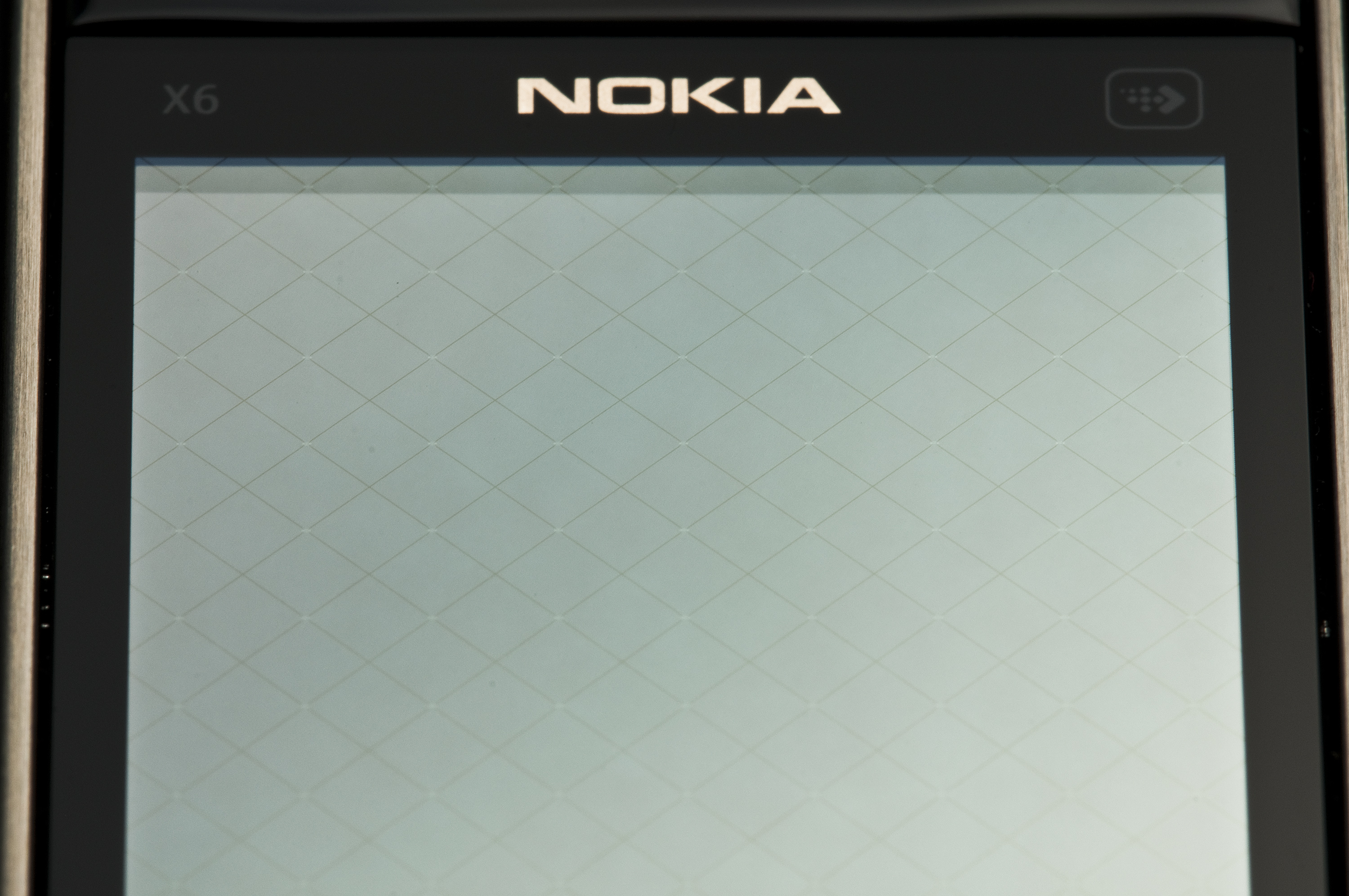
Touchscreen des Nokia X6 in Nahaufnahme

## Nokia X7

### Nokia X7-00
Das Nokia X7 ist ein Smartphone mit kapazitivem Touchscreen 360 × 640 Pixel Auflösung. Es wurde am 3. Februar 2011 vorgestellt und arbeitet wie das Modell E6 mit dem Betriebssystem Symbian 3 „Anna“.
In Aufbau und Software ähnelt es sehr dem E7, hat im Gegensatz zu diesem aber keine seitlich ausziehbare QWERTZ-Tastatur und keinen HDMI-Anschluss; dafür lässt sich der interne Speicher erweitern.

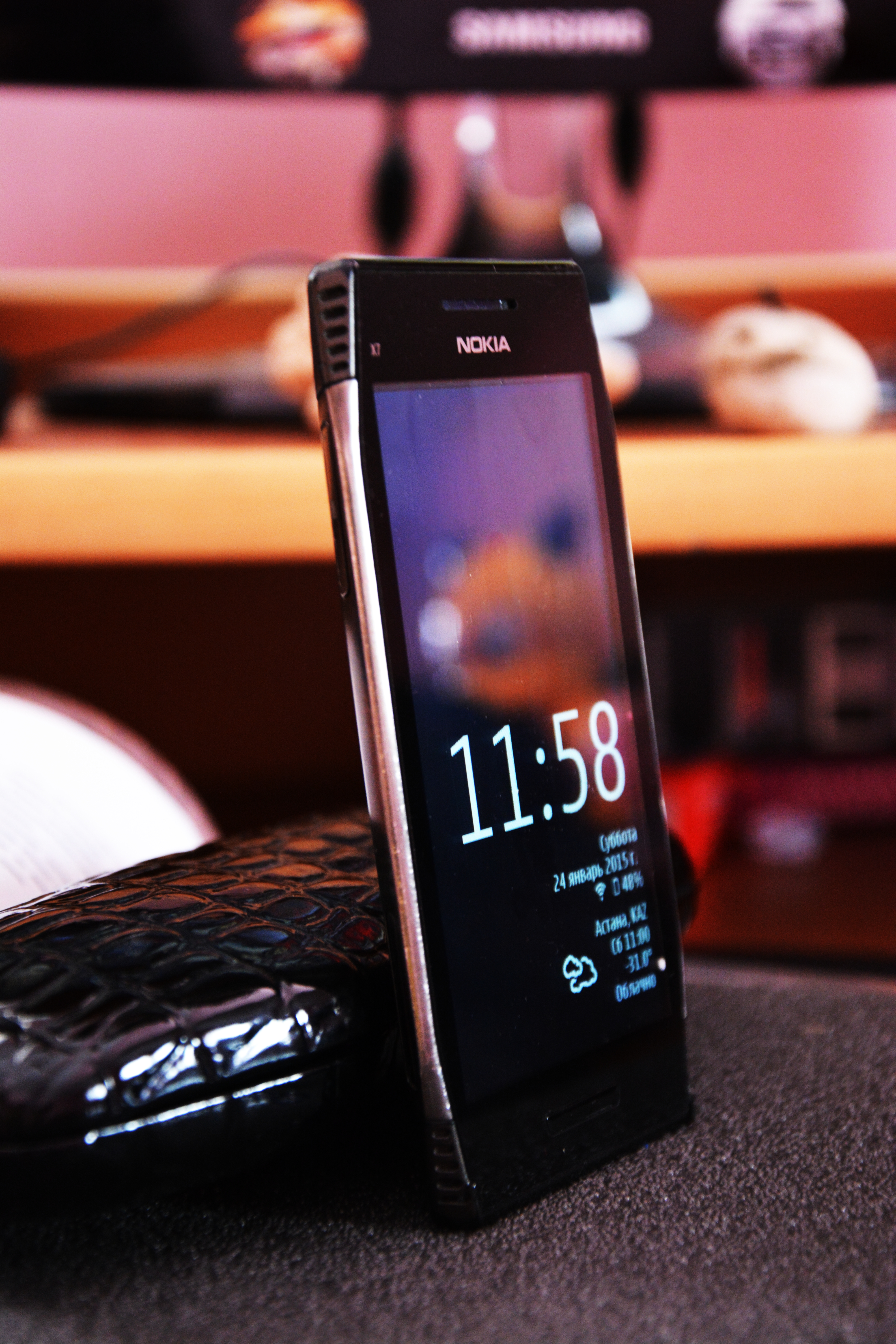
Nokia X7
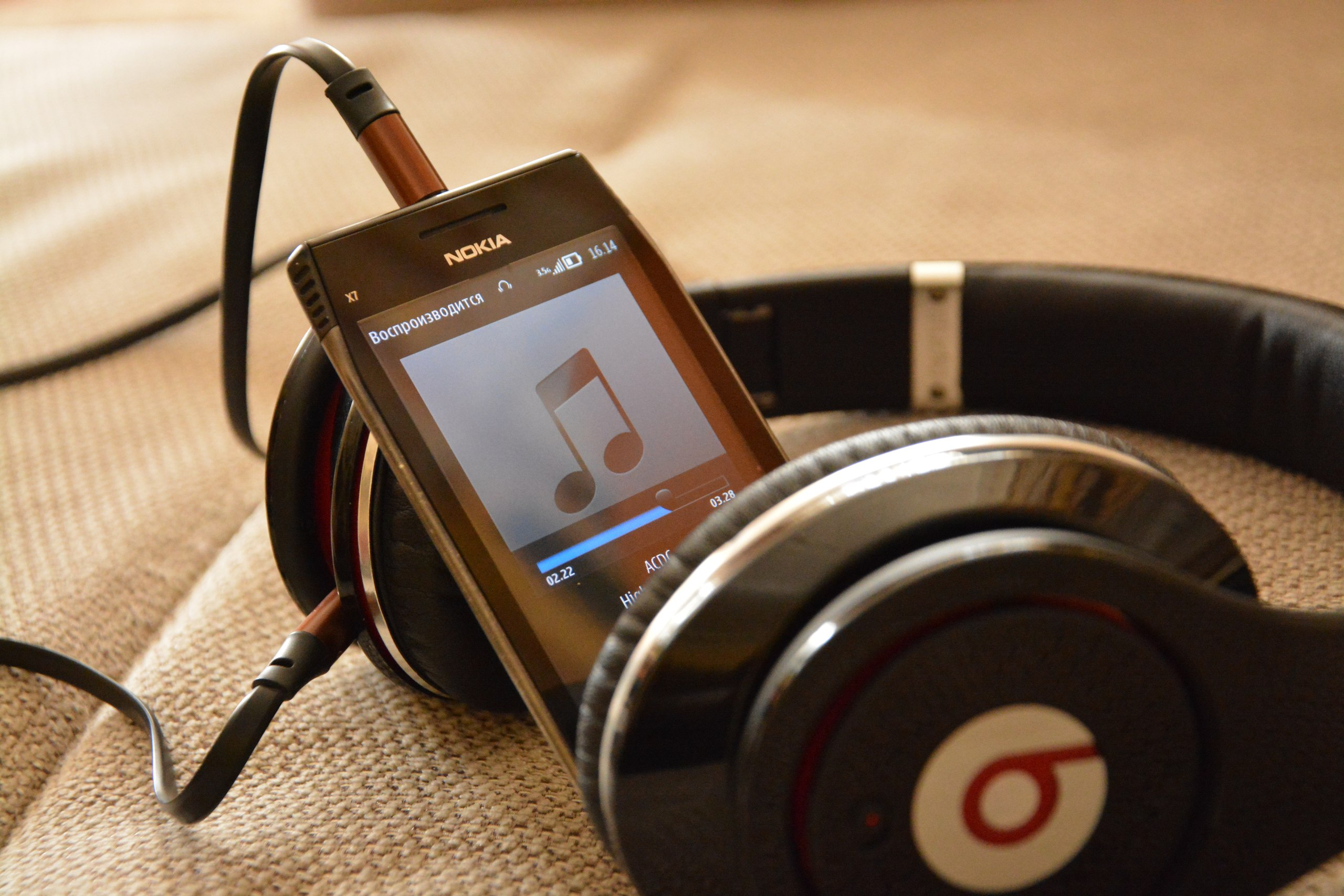
Nokia X7 mit angeschlossenen Kopfhörern